# 수리남저지대숲솜꼬리토끼
수리남저지대숲솜꼬리토끼(Sylvilagus parentum)는 토끼목 토끼과에 속하는 포유류이다. 2017년 기술된 남아메리카 솜꼬리토끼의 일종이다. 수리남 서부 저지대에서 발견되며, 1980년대 네델란드 과학자들이 수집한 표본을 토대로 기술했다. 남아메리카 솜꼬리토끼 중에서 비교적 크기가 크다. 수리남저지대숲솜꼬리토끼는 분포 지역에서 환경 악화때문에 이미 위협을 받고 있을 가능성이 있으며, 수리남저지대숲솜꼬리토끼의 발견때문에 이 지역의 보전 노력을 향상시킬 수 있다. 포틀랜드 주립대학교의 루이스 루다스(Luis Ruedas) 교수가 발견했다.